# Departamento General Ángel V. Peñaloza
General Ángel Vicente Peñaloza es un departamento ubicado en la provincia de La Rioja (Argentina).

## Toponimia
En virtud de la ley provincial 2890 de 1964, el departamento debe su nombre al caudillo riojano Ángel Vicente Peñaloza. Antes de esa fecha se denominaba oficialmente departamento Vélez Sarsfield.

## Geografía

### Población
Para el censo 2022 el departamento registró 3185 habitantes. Esto representó un aumento en la cantidad de personas del 3,6%, menor al crecimiento poblacional provincial que se situó en 15,1%.
La evolución de la población del departamento Independencia muestra leves variaciones a lo largo de las décadas.
| Gráfica de evolución demográfica de Departamento General Ángel V. Peñaloza entre 1960 y 2022 |
|                                                                                              |
| Fuente: Censos Nacionales de Población, Hogares y Viviendas.                                 |

Un elemento significativo resulta el crecimiento de las últimas décadas de la población en la localidad cabecera del departamento.
|                                                     | 1960  | 1970  | 1980  | 1991  | 2001  | 2010  | 2022 |
| --------------------------------------------------- | ----- | ----- | ----- | ----- | ----- | ----- | ---- |
| Total del Departamento                              | 2423  | 2562  | 2532  | 2848  | 3127  | 3073  | 3185 |
| Tama (Cabecera)                                     | 411   | 423   | 536   | 825   | 1070  | 1164  |      |
| Índice de población en la localidad cabecera (en %) | 16.96 | 16.51 | 21.16 | 28.96 | 34.21 | 37.87 |      |

### Superficie y límites
El departamento posee 3106 km² y limita al sur con el General Juan Facundo Quiroga, al este con los de General Belgrano y Chamical, al norte y nordeste con el departamento Capital y al oeste con el departamento Independencia.

### Clima
El departamento tiene clima templado continental, con lluvias escasas de alrededor de 300mm anuales durante los meses del verano. Durante el invierno pueden producirse heladas y solo ocasionalmente nevadas.

### Localidades y parajes
- Alcázar
- Carrizal
- Chila
- Pacatala
- Km 38
- Puesto Santa Cruz
- Punta de los Llanos
- Tama
- Tuizón

### Sismicidad
La sismicidad de la región de La Rioja es frecuente y de intensidad baja, y un silencio sísmico de terremotos medios a graves cada 30 años en áreas aleatorias. Sus últimas expresiones se produjeron:
- 12 de abril de 1899 (125 años), a las 16.10 UTC-3 con 6,4 Richter; como en toda localidad sísmica, aún con un silencio sísmico corto, se olvida la historia de otros movimientos sísmicos regionales (terremoto de La Rioja de 1899)
- 24 de octubre de 1957 (67 años), a las 22.07 UTC-3 con 6,0 Richter (terremoto de Villa Castelli de 1957): además de la gravedad física del fenómeno se unió el olvido de la población a estos eventos recurrentes
- 28 de mayo de 2002 (22 años), a las 0.03 UTC-3, con 6,0 escala Richter (terremoto de La Rioja de 2002)[5]

## Sitios de interés turístico
El departamento General Ángel Vicente Peñaloza posee algunos puntos de interés para el visitante, si bien hacia finales del 2015, el desarrollo de actividades vinculadas al turismo resultaba escasa.
- Casa de Abel Bazán y Bustos
- Casa histórica y Museo Federal “La Banderita”
- Petroglifos de Chila
- Pictografías del Puesto Bayo Muerto
- Iglesia Nuestra Señora del Rosario de Tama
- Lagunas de Chila
- Río Santa Cruz y Río Grande
- Talampayita
- Quebrada de los Cóndores

## Actividades Económicas
La actividad económica principal del departamento es la cría de ganado bovino y caprino, con el desarrollo paralelo de cultivo de forrajeras.
| Año  | Bovinos | Caprinos | Ovinos | Porcinos | Cereales (ha.) | Forrajeras anuales (ha.) | Forrajeras peremnes (ha.) | Hortalizas (ha.) | Frutales (ha.) | Cultivo p/semilla (ha.) | Otros (ha.) | Total ha. implantadas |
| ---- | ------- | -------- | ------ | -------- | -------------- | ------------------------ | ------------------------- | ---------------- | -------------- | ----------------------- | ----------- | --------------------- |
| 2002 | 17405   | 17061    | 516    | 100      | 8              | 1.5                      | 355                       | 33.8             | 30.3           | 1.5                     | 0.3         | 430.4                 |
| 2008 | 11777   | 17904    | 690    | 88       | -              | -                        | 413.2                     | -                | -              | 6                       | -           | 419.2                 |